# 두부김치

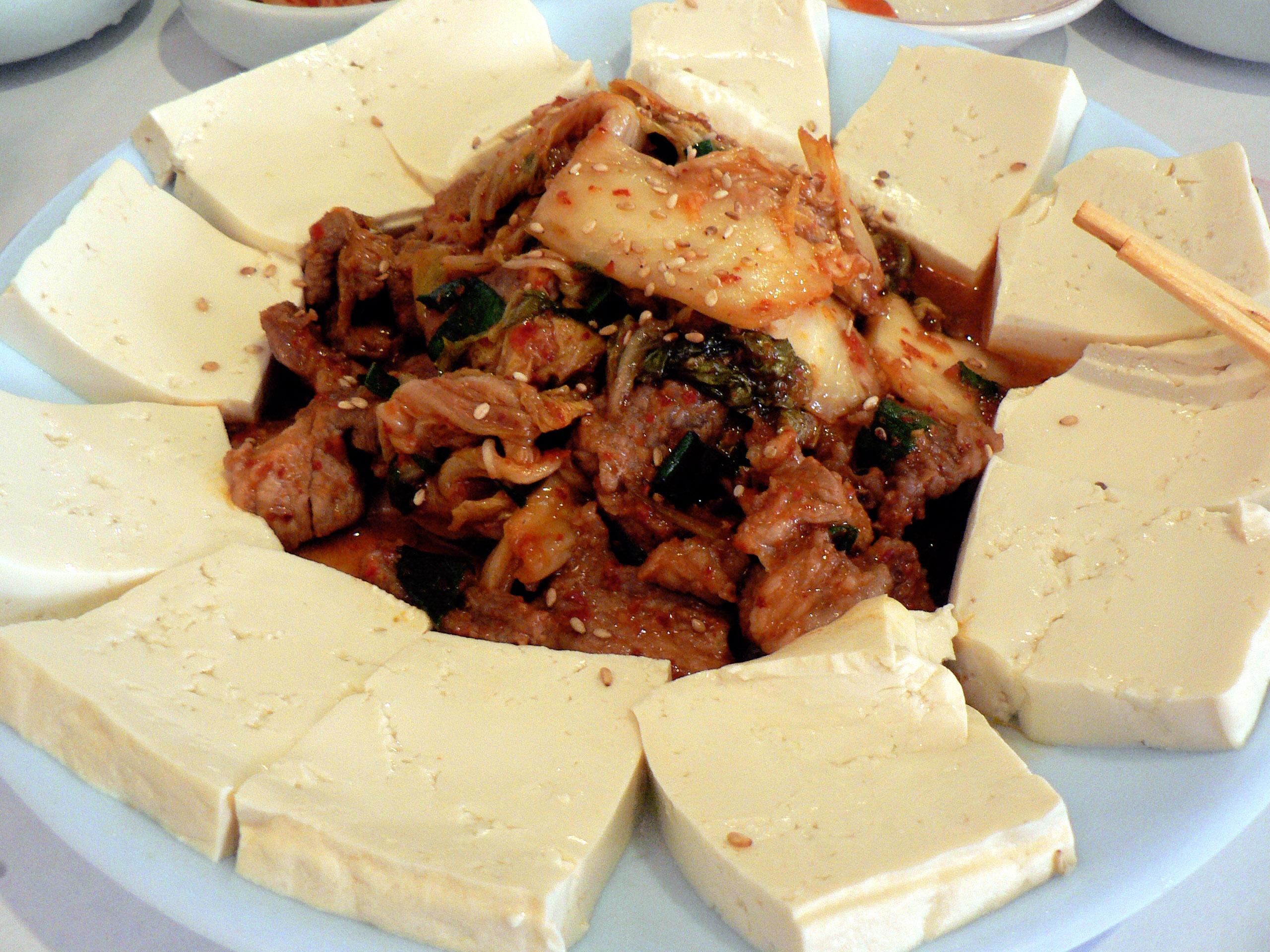
두부김치

두부김치는 볶은 김치에 따뜻하게 데운 두부를 곁들인 음식이다. 이 음식은 소주 혹은 막걸리를 마실 때 종종 안주로 제공된다.